# شهرستان اونهونگ
شهرستان اونهونگ (به کره‌ای: 운흥군) یک شهرستان در شمال کره شمالی است که در تابعیت استان ریانگ‌گانگ واقع شده‌است.
همزمان با تاسیس استان ریانگ‌گانگ از مناطق شمالی استان هامگیونگ جنوبی در سال ۱۹۵۴ میلادی، این شهرستان نیز از ترکیب بخش‌هایی از شهر هیه‌سان تاسیس شد.

## تقسیمات اداری
شهرستان اونهونگ به ۱ شهرک، ۱۰ منطقهٔ کارگری، و ۱۰ روستای تابعه تقسیم شده است.
| - ‌ شهرک‌ها - اونهونگ (김정숙읍، Unhŭng-ŭp) - مناطق کارگری - ایلگون(일건로동자구، Ilgŏl-lodongjagu) - ده‌جون‌پیونگ (대전평로동자구، Taejŏnp'yŏng-rodongjagu) - ده‌ئوشیچون (대오시천로동자구، Taeosich'ŏl-rodongjagu) - ده‌دوک (대덕로동자구، Taedŏng-rodongjagu) - ده‌دونگ (생장로동자구، Taedong-rodongjagu) - ریونگپو (룡포로동자구، Ryongp'o-rodongjagu) - ریونگام (룡암로동자구، Ryongam-rodongjagu) - ریونگها (령하로동자구، Ryŏngha-rodongjagu) - سنگ‌جانگ (생장로동자구، Saengjang-rodongjagu) - نام‌جونگ (남중로동자구، Namjung-rodongjagu) | - روستاها - پوگان (복안리، Pog'am-ri) - جامول (잠운리، Cham'ul-li) - جانگهانگ (장항리، Changhang-ri) - دونگ‌پو (동포리، Tongp'o-ri) - دونگ‌پیونگ (동평리، Tongp'yŏng-ri) - ده‌جونگ (대중리، Taejung-ri) - ده‌ها (대하리، Taeha-ri) - سانگسان (상산리، Sangsal-li) - شیمپو (심포리، Simp'o-ri) - شین‌جونگ (신중리، Sinjung-ri) |